# Dragon Ball Z: Kono Yo de Ichiban Tsuyoi Yatsu
Dragon Ball Z: Kono yo de ichiban tsuyoi yatsu (ドラゴンボールZ この世で一番強いヤツ  Doragon Boru Zetto Kono yo de ichiban tsuyoi yatsu ?, Dragon Ball Z: El chico más fuerte del mundo), conocida también en Latinoamérica como Dragon Ball Z: El hombre más fuerte de este mundo, es la 5ª película basada en la serie de manga y anime Dragon Ball, y la 2ª de la etapa Dragon Ball Z. Fue estrenada el 10 de marzo de 1990.

## Argumento
Son Gohan y Oolong buscan las Dragon Balls y su radar les muestra que las esferas están siendo recolectadas por otro grupo desconocido. Investigan cerca de un gran muro de hielo donde Piccolo está entrenando. Mientras tanto, el científico loco Dr. Cochin, tras haber conseguido reunir todas las esferas, convoca al dragón Shenlong y desea que el laboratorio del Dr. Willow se libere del hielo. El hielo se rompe y emerge un edificio y Son Gohan y Oolong son atacados por los "biohombres" del Dr. Cochin. Piccolo los salva pero es vencido por tres misteriosos guerreros mientras Son Gohan y Oolong escapan.
El Dr. Cochin y sus biohombres no tardan en presentarse ante el Maestro Roshi, que se niega a acompañarlos al laboratorio de Willow y derrota a los biohombres. El Dr. Cochin secuestra a Bulma para obligar al Maestro Roshi a perseguirlos. En el laboratorio de Willow, el Maestro Roshi se ve obligado a luchar contra tres "bioguerreros", pero es derrotado rápidamente. Bulma descubre que la misión del Dr. Willow es conseguir el cuerpo del guerrero más fuerte de la Tierra para convertirlo en el anfitrión de su cerebro, que actualmente está separado de su cuerpo fallecido y se mantiene vivo gracias a su avanzada tecnología. Bulma le informa de que Son Goku vendrá sin duda a rescatarlos y que es mucho más poderoso que Roshi. Mientras tanto, Son Goku se entera de la situación y llega al laboratorio del Dr. Willow y se enfrenta a Miso Kattsun, Kishime y Ebi Fryer, los tres esbirros bioguerreros del Dr. Cochin. Son Goku derrota a Miso Kattsun, pero es congelado por un ataque de hielo lanzado por Ebi Fryer. Son Gohan y Krilin llegan para ayudar pero no son rivales para Kishime. Son Goku se libera del hielo con su técnica Kaio-ken, derrota a los dos bioguerreros restantes y se enfrenta al Dr. Willow. Piccolo, al que el Dr. Willow le ha lavado el cerebro, ataca a Son Goku. Son Gohan intenta detener a Piccolo, pero no lo consigue, lo que hace que su ira estalle, destrozando el dispositivo de lavado de cerebro del Dr. Willow. El Dr. Willow está aturdido por el poder de Son Gohan y desea robar su cuerpo. Rompe su cuerpo robótico para liberarlo de la pared de hielo, haciendo caer al Dr. Cochin por un pozo que lo mata.
El Dr. Willow ataca, abruma a los combatientes y sólo quedan Son Goku y Piccolo para oponerse a él. Son Goku lanza al Dr. Willow a la atmósfera y comienza a formar una Genkidama. Wheelo le interrumpe antes de que pueda terminar de reunir la energía para ello, lo que requiere que los aliados de Son Goku distraigan a Willow. Son Goku lanza con éxito la Genkidama y Willow muere.

## Personajes
Son Gokū ( 孫 悟空 Son Goku?)
 Seiyū: Masako Nozawa
Son Gohan (孫 悟飯 Son Gohan?)
 Seiyū: Masako Nozawa
Piccolo ( ピッコロ  Pikkoro?)
 Seiyū: Toshio Furukawa
Bulma (ブルマ  Buruma?)
 Seiyū: Hiromi Tsuru
Krilin (クリリン  Kuririn?)
 Seiyū: Mayumi Tanaka
Oolong (ウーロン Ūron?)
 Seiyū: Naoki Tatsuta
Chichi (チチ Chichi?)
 Seiyū: Mayumi Shō
Kame Sen'nin (亀仙人 Kame Sennin?)
 Seiyū: Kouhei Miyauchi
Umigame (ウミガメ Umigame?)
 Seiyū: Daisuke Gori
Shenlong (神龍 Shen Long?)
 Seiyū: Kenji Utsumi

### Personajes exclusivos de la película
Los nombres de los personajes de esta película están basados en comidas u objetos relacionados con Nagoya
Biomen (バイオマン Baioman?)
Doblador:  Alejo de la Fuente (España).
Los Biomen son un grupo de guerreros creados por el Dr. Cochin y el Dr. Uirō. Son muy parecidos físicamente a los Saibaman y al igual que estos son utilizados como soldados desechables.
Dr. Uirō (~ウイロー?)
 Seiyū: Kōji Yada
Dobladores: Jesús Prieto (España) y Mario Sauret (México)
El Dr. Uirō, Dr. Willow en la traducción estadounidense y española, era un brillante doctor, pero debido a sus experimentos era considerado como un científico loco, para evitar la muerte decidió trasladar su cerebro a un cuerpo mecánico. Al inicio de la película fue revivido por el Dr. Cochin ya que llevaba 50 años enterrado bajo el hielo, al regresar a la vida decide tomar el cuerpo del hombre más fuerte del mundo pero es detenido por Gokū y compañía. Muere por una Genkidama lanzada por Goku. Su nombre proviene de un platillo japonés, Uirō (外郎?).
Dr. Cochin (Dr.コーチン ~Kōchin?)
 Seiyū: Kōji Nakata
Dobladores: Manuel Duarte (España) y José Luis Castañeda (México)
El Dr. Cochin era el asistente del Dr. Uirō, fue quien lo revivió utilizando las Dragon Balls. Aunque tiene la apariencia de un anciano es en realidad un androide, su mano se puede transformar en una ametralladora y su bastón dispara energía. Su nombre proviene de una raza de gallina japonesa, Nagoya Cochin (名古屋コーチン Nagoya Kōchin?).
Ebi Fryer (エビフリャー Ebi Furyā?)
 Seiyū: Ken Yamaguchi
Dobladores: José Luis McConell (México)
Ebi Fryer es una de las creaciones del Dr. Cochin, es un guerrero musculoso de piel rosa con cabello rojo, tiene la habilidad de emitir un viento congelante. Su nombre proviene de un platillo japonés, Ebi Fry (海老フライ Ebi Furai?)
Kishīme (キシーメ ?)
 Seiyū: Yukimasa Kishino
Dobladores: Gustavo Melgarejo (México)
Kishīme es una de las creaciones del Dr. Cochin, es un guerrero color verde con pecas rojas, tiene placas en la espalda como las de un Stegosaurus, su habilidad es de utilizar cargas electricidad a través de unas mangueras que salen de sus brazos, las cuales utiliza como látigo o envolviendo sus brazos para pelear cuerpo a cuerpo. Su nombre proviene de un platillo japonés, Kishimen (棊子麺?)
Miso Kattsun (ミソカッツン?)
 Seiyū: Daisuke Gōri
Dobladores: Alejo de la Fuente (España) y Eduardo Borja (México)
Miso Kattsun es una de las creaciones del Dr. Cochin, es un enorme guerrero amarillo y elástico parecido a Buyon pero no se congela tan fácil como este, también tiene cierto parecido a Dodoria. Su nombre proviene de un platillo japonés, Miso Katsu (味噌カツ?)

## Reparto
| Personaje    | Actor de voz (Japón) | Doblaje (Hispanoamérica) | Doblaje (España)    |
| ------------ | -------------------- | ------------------------ | ------------------- |
| Son Goku     | Masako Nozawa        | Mario Castañeda          | José Antonio Gavira |
| Son Gohan    | Masako Nozawa        | Laura Torres             | Ana Cremades        |
| Piccolo      | Toshio Furukawa      | Carlos Segundo           | Antonio Ichausti    |
| Dr. Uirō     | Koji Tanaka          | Mario Sauret             | Jesús Prieto        |
| Dr. Cochin   | Koji Yada            | José Luis Castañeda      | Pedro Casablanc     |
| Miso Kattsun | Daisuke Gōri         | Eduardo Borja            | Alejo de la Fuente  |
| Kishīme      | Yukimasa Kishino     | Gustavo Melgarejo        |                     |
| Ebi Fryer    | Ken Yamaguchi        | José Luis McConnell      |                     |
| Krilin       | Mayumi Tanaka        | Eduardo Garza            | Ángeles Neira       |
| Kame Sennin  | Kōhei Miyauchi       | Jesús Colin              | Mariano Peña        |
| Bulma        | Hiromi Tsuru         | Rocío Garcel             | Nonia de la Gala    |
| Chichi       | Mayumi Shō           | Patricia Acevedo         | Julia Olivia        |
| Oolong       | Naoki Tatsuta        | Arturo Mercado           | Antonio Inchausti   |
| Tortuga      | Daisuke Gōri         | Arturo Mercado           | Alberto Hidalgo     |
| Shen Long    | Kenji Utsumi         | Abel Rocha               | Jesús Prieto        |
| Narrador     | Joji Yanami          | José Lavat               |                     |

## Música
Tema de apertura (opening)
- "CHA-LA HEAD-CHA-LA" por Hironobu Kageyama

Canción intermedia
- "Piccolo-san Da~isuki" (ピッコロさん　だ~いすき?) por Masako Nozawa (Seiyū de Son Gohan)

Tema de cierre (ending)
- "I ku sa" (戦(Ｉ・ＫＵ・ＳＡ)?) por Hironobu Kageyama